# Gmina zbiorowa Freren
Gmina zbiorowa Freren (niem. Samtgemeinde Freren) – gmina zbiorowa położona w niemieckim kraju związkowym Dolna Saksonia, w powiecie Emsland. Siedziba administracji gminy zbiorowej znajduje się w mieście Dörpen.

## Podział administracyjny
Do gminy zbiorowej Freren należy pięć gmin, w tym jedno miasto:
1. Andervenne
2. Beesten
3. Freren
4. Messingen
5. Thuine